# John Sinclair (1er baron Pentland)
Pour les articles homonymes, voir John Sinclair et Sinclair.
John Sinclair, 1er baron Pentland, (7 juillet 1860 - 11 janvier 1925) est un homme politique, soldat, pair, et administrateur colonial du Parti libéral écossais qui est secrétaire pour l'Écosse de 1905 à 1912 et gouverneur de Madras de 1912 à 1919.

## Jeunesse
John Sinclair est né au 6 Moray Place, Édimbourg, fils du capitaine John Sinclair (1826–1871), un officier de l'armée du Bengale et d'Agnes Sinclair, fille de John Learmonth de Dean qui a construit le pont Dean d'Edimbourg, le 7 juillet 1860. John Sinclair est l'aîné de trois fils.

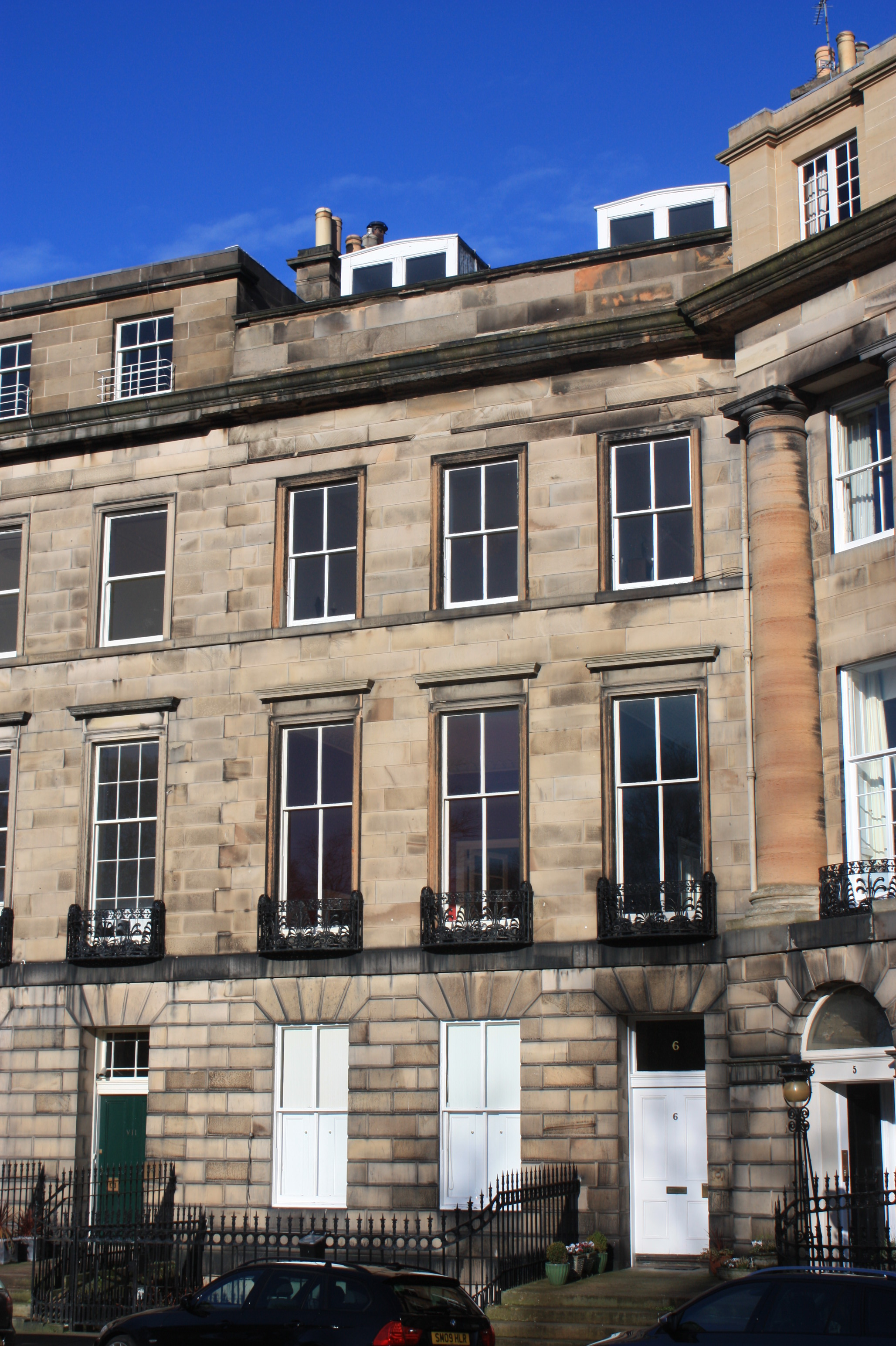
6 Moray Place, Édimbourg, lieu de naissance de John Sinclair

Le capitaine John Sinclair de Lyth est le petit-fils de Sir John Sinclair de Barrock, 6e baronnet de Dunbeath, et descend de George Sinclair de Mey (lui-même troisième fils du 4e comte de Caithness), décédé en 1616  Il est ainsi un cousin éloigné des comtes de Caithness contemporains, descendants du 7e baronnet de Mey.

## Carrière militaire
Il fait ses études à la Edinburgh Academy et au Wellington College. Il quitte Wellington en 1878 et passe au Collège militaire royal de Sandhurst. À la fin du cours d'un an à Sandhurst, il est officier dans le 5e Royal Irish Lancers. Il sert dans l'expédition au Soudan et est revenu capitaine en 1887.

## Carrière politique
Il participe à des activités politiques dès son plus jeune âge. Il fait partie de ceux qui sont allés à Toynbee Hall avec Samuel Barnett, où il s'efforce de promouvoir l'éducation et le sport et est l'un des fondateurs de la London Playing Fields Society, un terrain de sport créé pour le bien des pauvres.
Il rejoint le Parti libéral dans les années 1880 et se présente aux élections à la Chambre des communes pour Ayr Burghs en Écosse sur la promesse d'un Home Rule pour l'Irlande, mais perd.
Il est aide de camp et secrétaire officiel de lord Aberdeen alors qu'il est lord-lieutenant d'Irlande en 1886, et garde les mêmes fonctions au Canada pendant que lord Aberdeen y est gouverneur général.
En janvier 1889, il est élu au premier conseil du comté de Londres en tant que conseiller progressiste représentant Finsbury East. Il ne fait qu'un seul mandat de trois ans, prenant sa retraite du conseil en 1892.
En 1892, Sinclair est élu député libéral du Dunbartonshire, siège qu'il occupe jusqu'en 1895, et revient aux Communes représentant le Forfarshire de 1897 à 1909. Il est secrétaire parlementaire d'Henry Campbell-Bannerman pendant de nombreuses années.
Il est nommé conseiller privé le 11 décembre 1905 et est créé baron Pentland, de Lyth dans le comté de Caithness le 15 février 1909.

## Secrétaire d'État pour l'Écosse
Pentland est le secrétaire d'État pour l'Écosse de 1905 à 1912. Pendant son mandat, le suffrage féminin est introduit dans les conseils et Lavinia Malcolm est élue prévôt de Dollar, Clackmannanshire, elle est à la fois la première femme prévôt et la première femme conseillère municipale en Écosse. De nombreuses résolutions ont été adoptées pour mettre en œuvre une plus grande autonomie de l'Écosse, mais toutes ont échoué lors du vote.
Il présente le projet de loi sur la taxation des valeurs foncières (Écosse) qui recommande la création d'un nouveau Conseil d'agriculture pour l'Écosse afin de mettre en œuvre un vaste programme de colonisation des terres. Cependant, bien que le projet de loi ait été approuvé par la Chambre des communes, il est rejeté par la Chambre des lords. Un deuxième projet de loi du gouvernement de Pentland est également rejeté par la Chambre des lords.
Pentland est l'un des proches du premier ministre, Campbell-Bannerman. La loi sur l'agriculture de Pentland rend le secrétaire de l'Écosse responsable devant la Chambre des communes des questions relatives à l'agriculture.
Il est secrétaire d'État de l'Écosse lors de l'erreur judiciaire dont est victime Oscar Slater en 1909. Bien qu'il ait commué la peine de mort de Slater en réclusion à perpétuité, il n'a pas enquêté sur les accusations, soulevées par de nombreux députés, notamment Arthur Conan Doyle, contre la police de Glasgow, James Neil Hart (le procureur fiscal) et le Lord Advocate Ure, qui auraient conspiré pour protéger Charteris, alors influent et la famille Birrell de Glasgow. L'appel de Slater est accueilli en 1928.
En février 1912, Pentland quitte son poste secrétaire de l'Écosse et est remplacé par McKinnon Wood.

## Gouverneur de Madras

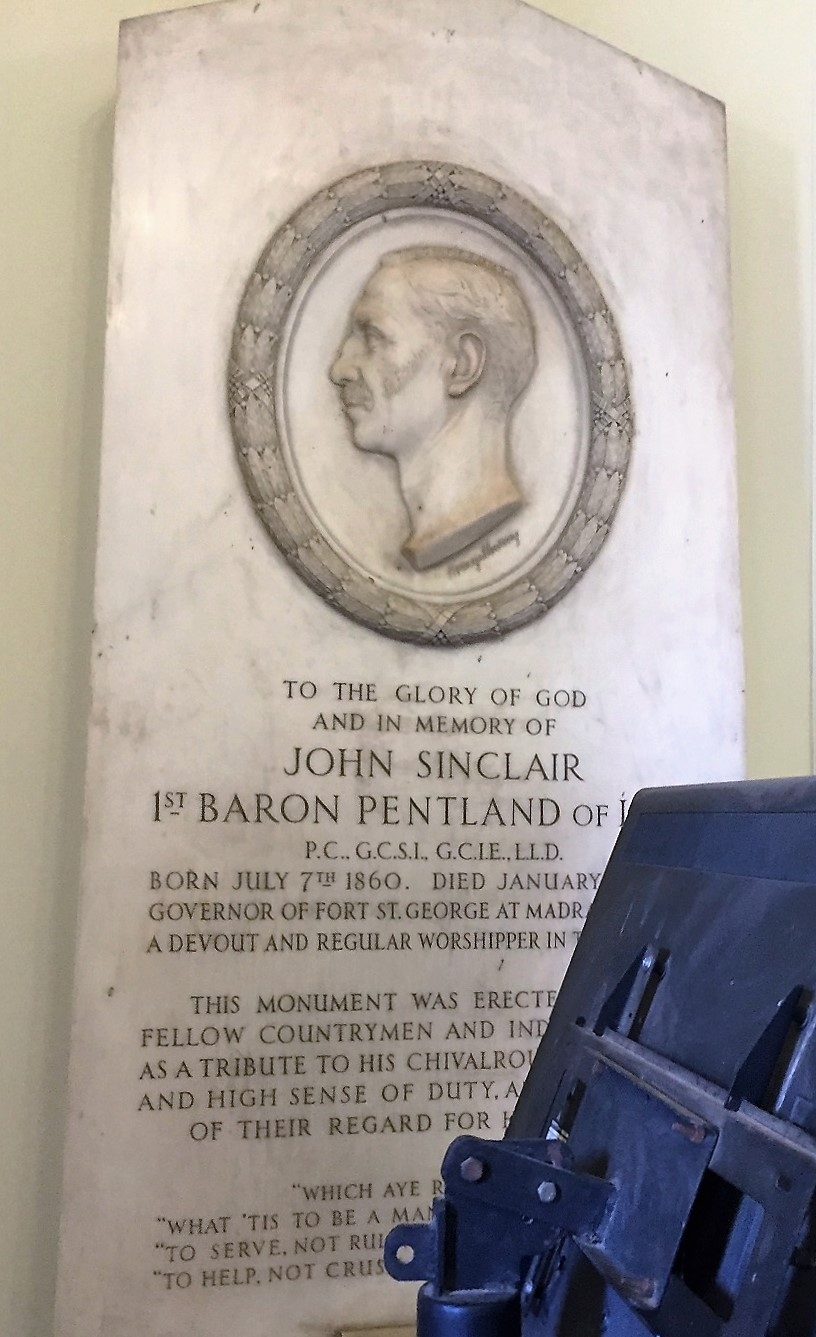
Monument à John Sinclair, Baron Pentland, au St Andrew's Kirk, Madras

Pentland est gouverneur de Madras de 1912 à 1919. Pendant la majeure partie de son mandat de gouverneur de Madras, l'Inde britannique est impliquée dans la Première Guerre mondiale.

### Construction du pont Pamban
En juin 1911, Arthur Lawley commande la construction d'un pont ferroviaire reliant l'île de Pamban au continent indien. La ligne de chemin de fer existante s'arrête à la ville de Ramanathapuram et il est estimé que son extension à l'île de Pamban stimulerait le commerce et le tourisme. Il serait également plus facile pour les pèlerins de se rendre au sanctuaire hindou sacré de Rameswaram.
La construction du pont ferroviaire de 2 km de long est entrepris par l'ingénieur allemand Scherzer et achevé en 2 ans au coût de Rs. 2 000 000 par 600 travailleurs sans perte de vie. Le pont est ouvert par Lord Pentland à la circulation le 24 février 1914. Le pont Pamban est le plus grand pont maritime d'Inde et un monument du patrimoine mondial de l'UNESCO.

### Pentland et Geddes
En 1914, Pentland invite le botaniste et architecte écossais Patrick Geddes à réaliser une exposition sur l'urbanisme dans la ville de Madras. Il arrive à Madras le 20 décembre 1914 après avoir voyagé par voie terrestre de Calcutta à travers Vizagapatam, Guntur et Bellary. Pentland interagissait avec Geddes et est fasciné par ses modèles depuis 1890.
Geddes avait préparé une exposition détaillée à Madras avec une série d'illustrations et de cartes. Cependant, le navire par lequel ils devaient arriver à Madras, le «Clan Grant», est coulé au sud du cap Comorin par le navire allemand Emden . Cette calamité retarde la visite de Geddes à Madras de quelques mois et il a dû recréer ses présentations et illustrations.
L'exposition sur les villes et l'urbanisme ouvre ses portes au Sénat de l'Université de Madras le 17 janvier 1915 et est inaugurée par le gouverneur qui prononce un discours d'introduction.
Geddes passe les mois suivants à Madras à visiter la campagne et à faire des reportages et des illustrations des différentes villes de la présidence. Il persuade Pentland de nommer un conseiller en urbanisme et suggère le nom de HV Lancaster qui est vice-président du Royal Institute of British Architects. En conséquence, en octobre 1915, Lancaster rejoint le service du gouvernement de Madras.

### Pendant la Première Guerre mondiale
Pentland met en place un navire-hôpital qui navigue régulièrement entre l'Afrique et l'Inde puis, entre l'Inde et le Moyen-Orient, soignant les marins blessés en mer. Ce navire-hôpital est payé et entretenu par certains des citoyens éminents de Madras.
En 1914, le Département des industries, qui a été dissous auparavant en raison des protestations de la Chambre de commerce de Madras, est rétabli. Ce département commence l'industrialisation rapide de la province pour répondre aux besoins économiques et d'industrialisation de la guerre. Des usines de fabrication de savon, d'encre, d'adhésifs, de fabrication de papier, de pressage d'huile, de transformation des aliments et de décoration d'arachides ont été établies dans toute la province.
En 1915, le Home Rule Movement est lancé afin d'exiger l'autonomie pour l'Inde. À Madras, il est dirigé par l'Irlandaise Annie Besant et S. Subramania Iyer. Alors que le mouvement prend de l'ampleur, Pentland répond avec l'arrestation d'Annie Besant en juin 1917 pour avoir hissé le drapeau provisoire de l'Inde libre et une répression contre les dirigeants du mouvement. D'autres militants comme George Arundale et BP Wadia sont ensuite arrêtés. Ces arrestations sont fermement condamnées et son cas a été plaidé par Muhammad Ali Jinnah.

### Pentland et Rameswaram
Lord et Lady Pentland sont profondément intéressés par la religion et la philosophie hindoues. Il semble captivé par le sanctuaire hindou de Rameswaram qu'il visite lors de l'inauguration du pont Pamban et recommande au vice-roi d'établir un comité pour mener une exploration sous-marine détaillée du site.

## Mariage et famille
Le 12 juillet 1904, il épouse Marjorie Adeline Gordon (7 décembre 1880 - 26 juillet 1970), fille aînée de son ancien patron, John Hamilton-Gordon.
Ils ont deux enfants 
1. Henry Sinclair (2e baron Pentland), (né le 6 juin 1907 d. 1984); succède à son père en 1925, également connu comme ancien président de la Fondation Gurdjieff de New York ; marié le 11 septembre 1941, à Lucy Elisabeth Smith; ils ont une fille, qui est mariée et vit à New York.
2. Margaret Ishbel Sinclair (n. Octobre 1906)

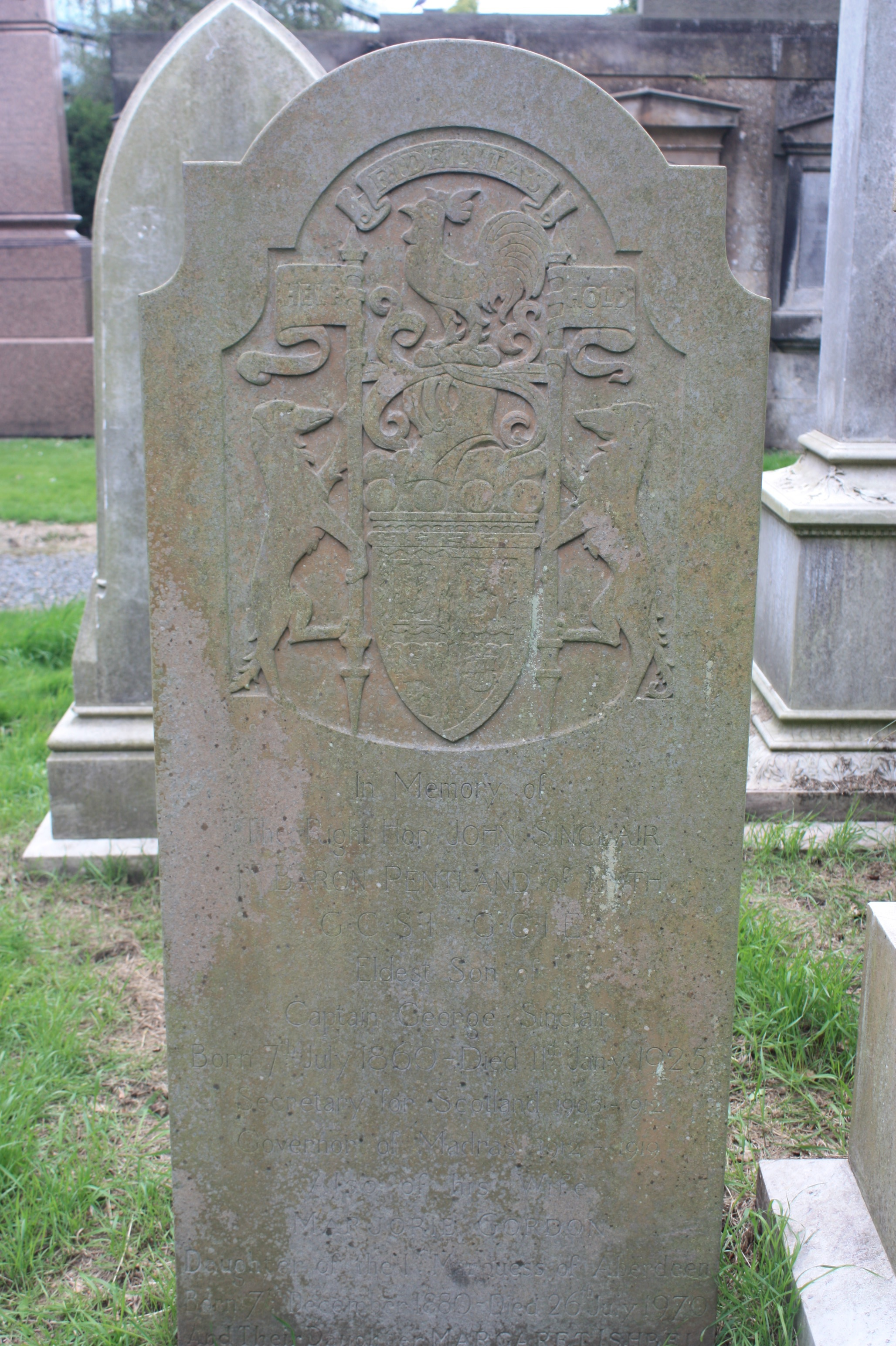
la tombe modeste de John Sinclair, baron Pentland, cimetière Dean

John Sinclair est décédé en 1925 et son fils lui succède à la baronnie ,.
Il est enterré au cimetière Dean d'Édimbourg, avec une tombe, en retrait du chemin derrière d'autres pierres. Il se trouve dans la section nord-ouest du cimetière d'origine.
Pentland est fait Chevalier Grand Commandeur de l'Ordre de l'Empire indien en 1912 et Chevalier Grand Commandeur de l'Ordre de l'Étoile de l'Inde en 1918.